# Paštěcká lípa
Paštěcká lípa je památný strom v bývalé osadě Přední Paště (Vorder Waid). Lípa velkolistá (Tilia platyphyllos Scop.) stojí vedle účelové komunikace na místě zvaném Hofmannhof (bývalá usedlost čp. 22). Strom roste v nadmořské výšce 900 m, je 400 let starý, s obvodem kmene 585 cm (měřeno 2010). Nepravidelná koruna naznačuje, že byla v minulosti tvarována. Strom je chráněn od 24. prosince 2010 jako esteticky zajímavý strom, historicky důležitý strom, významný stářím a vzrůstem a jako významný krajinný prvek.

## Památné stromy v okolí
- Buk na Berglu
- Javor klen u Nového Sedla I
- Javor klen u Nového Sedla II
- Lípa na Myších Domcích
- Lípa na Wunderbachu
- Smrk na Stimlingu